# Tia Ray
Tia Ray, pseudonimo di Yuan Juan (袁婭維T, 袁娅维S, Yuán YàwéiP; Huaihua, 12 dicembre 1984), è una cantante cinese.

## Biografia
Tia Ray ha iniziato a lavorare come corista per artisti come Jane Zhang e Ma Tianyu nel 2004. Si è fatta conoscere partecipando a The Voice of China nel 2012, venendo successivamente ingaggiata dalla divisione nazionale della Warner. L'album in studio d'esordio, intitolato T.I.A., è uscito due anni più tardi.
Nel dicembre 2017 è stato diffuso il successo Shuō sàn jiù sàn, colonna sonora del film Qiánrèn 3: Zàijiàn qiánrèn e divenuto il 7º più venduto mondialmente dell'intero 2018 con 10,9 milioni di unità vendute secondo l'International Federation of the Phonographic Industry.
Il quarto album di inediti Once Upon a Time (2021) le ha fatto guadagnare due candidature ai Golden Melody Awards. Il 29 ottobre 2023 ha rappresentato la Cina all'ABU TV Song Festival, svoltosi a Seul, con l'inedito Ready for Love.
Nella prima metà del 2024 è stata omaggiata col Global Force Award da Billboard, mentre a luglio ha avviato un tour musicale, partito dallo stadio del Centro sportivo universitario di Shenzhen. È stata anche riconosciuta in tre categorie agli Wave Music Awards, organizzati dalla Tencent, venendo premiata come miglior artista femminile, miglior registrazione e miglior album pop per Allure (2023).

## Discografia

### Album in studio
- 2014 – T.I.A.
- 2018 – Tiara
- 2019 – 1212
- 2021 – Once Upon a Time
- 2023 – Allure

### Album dal vivo
- 2020 – Ready for Love: Xiàn shàng yīnyuè huì

### Colonne sonore
- 2023 – Diànshìjù "jiǔ yì rén" yuánshēngdài (con Zhāngyàfēi, Nìngkě e Guōsīdá)

### EP
- 2021 – Yuèliàng shīmiánle - Once Upon a Moon
- 2022 – Yǐngshì jù “fāngxīn dàngyàng” yuánshēngdài (con Boogie e Ding Shuang)
- 2022 – Trip

### Singoli
- 2014 – Nǐ ne
- 2014 – Bùtóng fán xiǎng
- 2015 – Bloom
- 2016 – Zhǎng tuǐ shūshu
- 2016 – If
- 2016 – Ā chǔ gūniáng
- 2016 – Liúhuā
- 2017 – Wèn qíng
- 2017 – Roll
- 2017 – Dear Friend (con Dam Groove)
- 2017 – Yù lóng. Jiāngjūn tái
- 2017 – Shuō sàn jiù sàn
- 2018 – Wú suǒ wèijù
- 2018 – Bié fèihuà
- 2018 – Cún bù cúnzài
- 2018 – Lucky Rain (feat. Jackson Wang)
- 2018 – You Are My Only One (con Xiao Yu)
- 2018 – Zuǒyòu fēngcháo (con Nickthereal)
- 2018 – Láidiàn kuáng xiǎng
- 2019 – Trust Myself (con Gallant)
- 2019 – È (feat. Victor Ma)
- 2019 – Wo Men
- 2019 – Bù kuī bù qiàn
- 2020 – Be the Legend (con Rtruenahmean)
- 2021 – Tīngjiàn rì chū
- 2021 – I'm Not Good
- 2021 – Hè'ěrméng
- 2021 – Shén yùyán
- 2021 – Yǔ guāng tóng zài
- 2021 – I Will Be the Star
- 2022 – From Here
- 2022 – It Isn't Me (con 22Bullets e KSHMR)
- 2022 – Wǒmen dōu shì zhèyàng zhǎng dà de
- 2022 – Wǒmen
- 2022 – Zhòngqiū rú mèng
- 2022 – Rìluò hǎiwān (con Onetwo)
- 2022 – Ménggǔ gūniáng
- 2022 – Easy to Love
- 2022 – Bǐ'àn (con Ray)
- 2023 – Wǒ jiùshì tài máfan
- 2023 – Dāng nǐ duì wǒ wéiwéi xiào
- 2023 – Wànwù qǐwǔ
- 2023 – Chūjú
- 2023 – Jiè
- 2023 – Shèngxià de gàobié
- 2023 – Bù wàng
- 2023 – Rú hé
- 2023 – Dàzāi wèn
- 2023 – Bored
- 2024 – Nà wèicéng xiǎngguò de yǔ nǐ xiāngféng de xiàtiān
- 2024 – Lùguò chuāngtái de māo
- 2024 – Mìyǔ
- 2024 – Suǒyǐ shì hǎi (con Lang Lang)
- 2024 – Yì cǎi shíguāng
- 2024 – Color Blind
- 2024 – Fánxīng (con Jam Hsiao)
- 2024 – Balance